# Modus vivendi
Pour les articles homonymes, voir Modus.

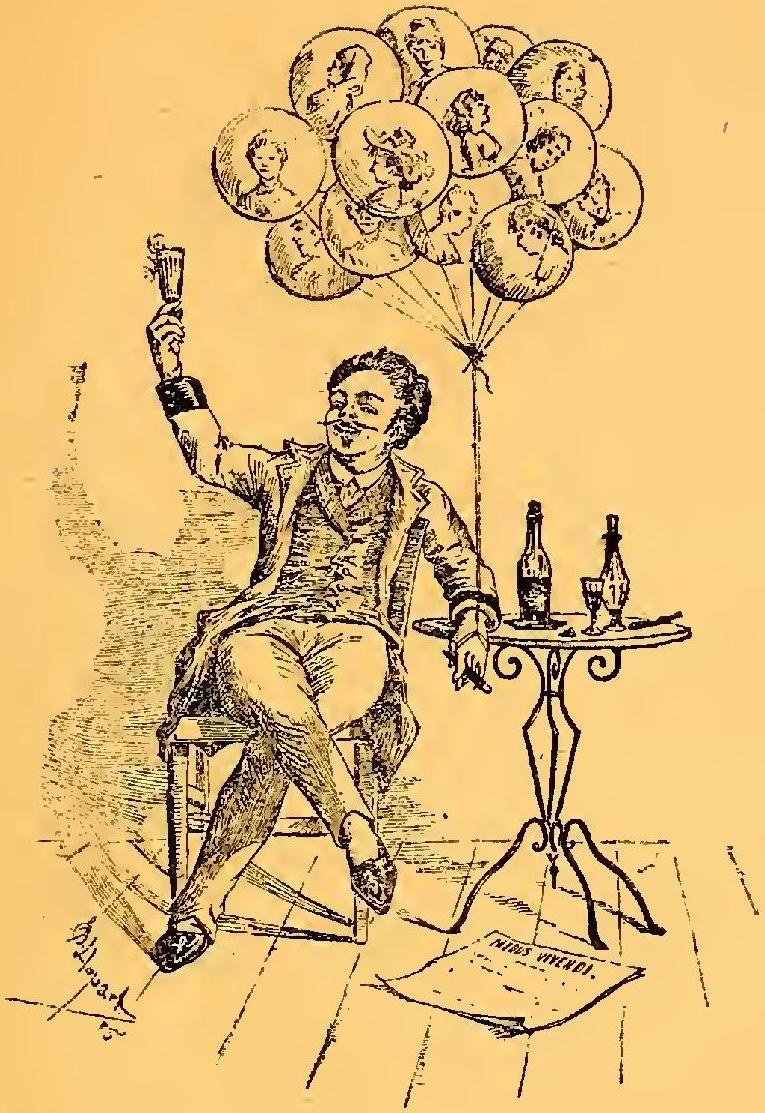
Couverture de l’édition de 1886 de la pièce Modus vivendi, une « pessa catalana » en un acte et en vers de Manuel Figuerola Aldroféu, publiée à Barcelone par le Kiosco de J. Tasso.

Modus vivendi est une expression latine qui signifie littéralement « manière de vivre » ou « mode de vie ». 
On peut le définir comme un accord permettant à deux parties en litige de s'accommoder d'une situation, c'est-à-dire de trouver un compromis. 
D'après le Petit Robert, elle remonte au XIXe siècle (1869).
Dans le domaine des relations internationales on le définit comme « un instrument consignant un accord international de nature temporaire ou provisoire qui doit être remplacé par un dispositif plus permanent et plus détaillé. Il est généralement mis au point de façon officieuse et ne requiert jamais de ratification ».
Cette expression a été utilisée par George F. Kennan, conseiller de l'ambassade américaine à Moscou en juillet 1947[réf. nécessaire] puis repris dans son livre Le Mirage nucléaire, en 1984[pertinence contestée].

## Dans la culture populaire
Modus Vivendi est le nom du premier album studio de 070 Shake sorti en janvier 2020 sous le label GOOD Music.
Modus Vivendi est aussi une chanson de la chanteuse Maurane.
Modus Vivendi est aussi le nom d'un morceau du rappeur Dinos.